# 丹尼尔·希利斯
丹尼尔·希利斯（英語：William Daniel "Danny" Hillis，1956年9月25日—）是一位美国发明家和企业家，参与过華特迪士尼幻想工程，也是麻省理工媒体实验室访问教授，科普作品有1998年出版的《通灵芯片：计算机运作的简单原理》（The Pattern on the Stone: The Simple Ideas that Make Computers Work）等。